# هر طور شما دوست دارید

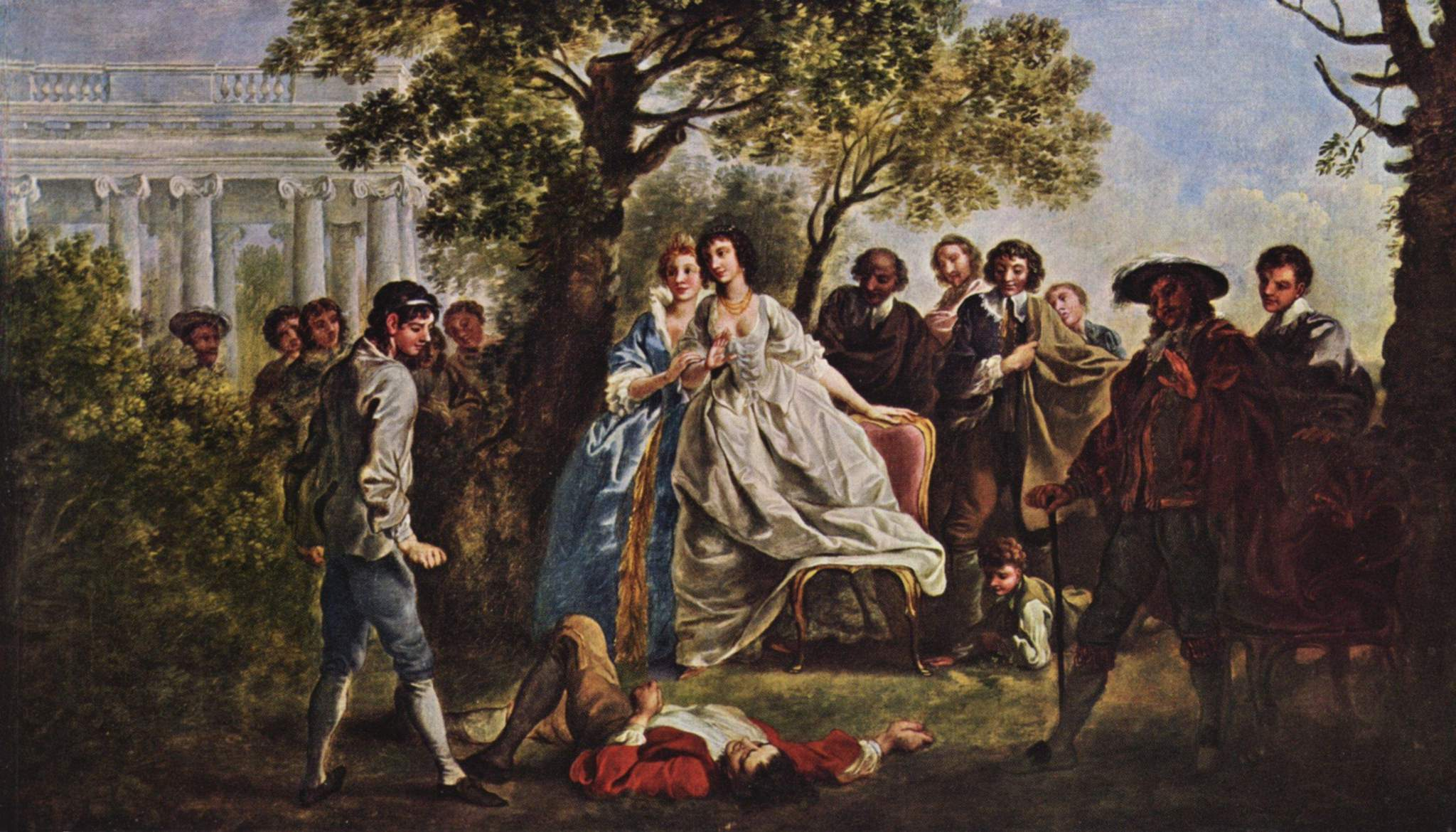
صحنه‌ای از نمایش هر طور شما دوست دارید؛ اثر فرانسیس هیمن (۱۷۵۰)

هرطور شما دوست دارید نمایشنامه‌ای کمدی اثر ویلیام شکسپیر است که در حدود سال‌های ۱۶۰۰-۱۵۹۹ نوشته شده‌است.

## ماخذ نمایشنامه
ماخذ این نمایشنامه اثر عاشقانه روستایی رزالیند: میراث طلایی یوفوئز نوشته توماس لاج (۱۵۹۰) است؛ با نگاهی متفاوت و اضافات قابل توجه.

## شخصیت‌های نمایش
این نمایش در پنج پرده تدوین شده و دارای بیست‌ویک شخصیت و تعدادی سیاهی لشکر است. شخصیت‌های اصلی نمایشنامه عبارت اند از:
- دوک سینیور: دوک فرانسوی که در تبعید در کلبه‌ای در بیشه‌های آردن انگلستان زندگی می‌کند.
- فردریک: برادر جوان تر و غاصب املاک و دارایی دوک سینیور، با طبعی خشن و پرحسادت.
- اورلندو: جوان‌ترین پسر سر رولاند دوبوی (هرگز به مدرسه نرفته بود، ولی سرشار از مایه نجیب زادگی و شرافت بود).
- اولیور: برادر شرور اورلندو.
- روزالیند: دختر زیبا و لطیفه گوی دوک تبعیدشده (سرخی کوچک و زیبایی بر لبانش و سرخی رسیده تر و شهوت انگیزتری بر گونه‌ها دارد).
- سلیا: دختر فردریک و دوست وفادار روزالیند.
- آدری: باکره‌ای بدبخت، چیزی ناخواسته؛ دختر بزغاله صفتی بی احساس و اندک هرزه. ملعبه دست تاچسون و نقطه مقابل فی بی.
- فی بی: دختر چوپان؛ زیبا و دلدار سیلویوس.
- تاچسون: بذله گوی دربار.
- ژاک
- امینز
- لویر
- چالز
- آدام
- دنیس
- کورین
- سیلویوس
- درسون
- ویلیام
- عالیجناب اولیور مارتکست
- ژاک دو بوی
- خدمتکاران و امربران.

## محل وقوع حوادث نمایشنامه
خانه اولیور، قصر غصب شده دوک سینیور و بیشه زار آردن.

## خلاصه‌ای از نمایشنامه
سینیور، دوک فرانسوی که قصر و منطقه حکومتی‌اش را برادر جوان ترش فردریک غصب و خودش را نیز تبعید کرده‌است، اکنون در بیشه زارهای آردن در انگلستان پنهان گشته‌است و در معیت گروهی از اطرافیان وفادار خود زندگی پرماجرا و رابین هودواری را می‌گذراند. در موقعیتی دیگر دو برادر دیگر، اولیور و اورلندو، پسران عالیجناب رولاند دوبوی از بزرگان مرحوم این دوک‌نشین فرانسه نیز این روزها با هم درافتاده‌اند و به دنبال سلسله وقایعی اورلندو و سینیور به هم می‌پیوندند و اورلندو برای اولین بار روزالیند را می‌بیند و عاشق او می‌شود. به دنبال سلسله وقایع کمیک در نهایت اورلندو به روزالیند می‌رسد و از فرانسه هم خبر می‌رسد که فردریک خیانتکار در حین لشکرکشی به آردن به دست یاران خود دستگیر و در معبدی برای یک عمر توبه و عبادت زندانی شده و تمام سرزمین دوک نیز به وی اعاده گشته‌است.